# Rhododendron kogo
Rhododendron kogo är en ljungväxtart som beskrevs av Danet. Rhododendron kogo ingår i släktet rododendron, och familjen ljungväxter. Inga underarter finns listade i Catalogue of Life.